# 부다페스트 2구
부다페스트 2구(헝가리어: Budapest II. kerülete)는 헝가리 부다페스트를 구성하는 23개의 구 중 하나다. 3구 남쪽, 1구 및 12구 북쪽에 위치해 있다.